# Kildary
Kildary är en by i Highland i Skottland. Byn är belägen 8 km 
från Invergordon. Orten har 1 574 invånare (2011).